# Legio III Isaura

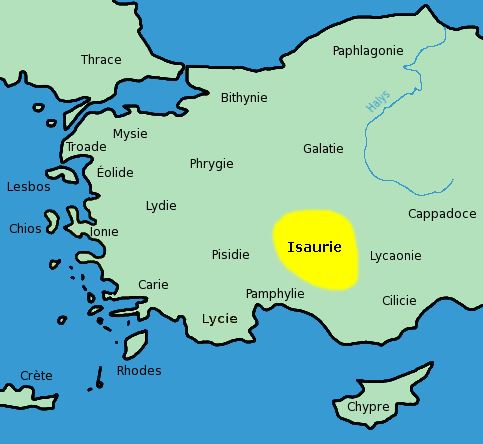
L’Isaurie dans le diocèse d’Orient.

La Legio III Isaura (Légion III d’Isaurie) fut, comme les légions jumelles Legio I Isaura Sagittaria et Legio II Isaura une légion de l’armée romaine créée par Dioclétien (r. 284-305) vers la fin de son règne pour défendre la province romaine d’Isaurie dans les monts Taurus en Asie mineure.

## Histoire de la légion
Au début de son règne en 293, Dioclétien procéda à des réformes en profondeur de l’administration et de la défense de l’empire. Après avoir créé la tétrarchie, système de gouvernement où chacun des deux Augustes (Dioclétien  et Maximien) était secondé par deux Césars (Galère et Constance), il subdivisa les provinces devenues trop vastes pour être administrées adéquatement, faisant passer leur nombre à plus de cent et créa une structure régionale regroupant celles-ci en douze diocèses dirigées par un vicarius (vicaire). La région d’Isaurie, située entre les provinces de Cilicie et de Pisidie, appartenait au diocèse d’Orient,. 

Carte montrant la division de l’Empire romain entre les quatre tétraques.

Il réorganisa également l’armée, créant pour chaque tétrarque une armée mobile (comitatenses), alors qu’un système de fortifications (limes) établi le long de la frontière était gardé par des unités permanentes (limitanei). Tout en conservant les 39 légions déjà existantes, mais dont nombre n’étaient pratiquement plus que l’ombre d’elles-mêmes, il leva au moins 14 nouvelles légions dont les I, II  et III Isaura, I et II Iovia, II, III et IV Herculia, III Diocletiana, et I Maxima.
Conquise par Lucius Servilius Vatia en 75 av. J.-C., l’Isaurie était demeurée farouchement indépendante et se rebella en 6 ap. J.-C. et vers 222 sous Sévère Alexandre. L’agitation devait se poursuivre jusque sous le règne de l’empereur Probus qui y fit construire une forteresse pour pacifier la région en 278.
Ammien Marcellin écrit pour sa part dans sa Res Gestae qu’au milieu du IVe siècle, soit vers 350, les Isauriens quittèrent leur territoire pour se livrer au brigandage sur la côte dans les environs de Seleucia ad Calycadnum (aujourd’hui Silifke en Turquie) . En 354, la Legio I Isaura Sagittaria, la Legio II Isaura et la Legio III Isaura, sous les ordres du comes (comte) Castricius défendirent la ville avec succès.
Le brigandage des Isauriens recommença en 368. Cette fois le vicaire d’Asie, Musonius, prit lui-même le commandement des opérations et vint avec ses Diogmiten (groupe d’intervention policière) rétablir l’ordre. Grâce à cette aide, les légions réussirent à mettre fin au brigandage. 
Selon la Notitia Dignitatum, recension rédigée vers 400, la Legio II Isaura de même que la légion III Isauria servaient au début du Ve siècle comme limitanei (gardes-frontières) sous les ordres du Comes per Isauriam. La création d’une armée mobile (comitatenses) par Dioclétien ayant réduit le rôle de l’armée des frontières (limitanei), la taille des légions gardes-frontières fut progressivement réduite au profit des comitatenses et, de 6 000 hommes qu’elle comptait originellement, la légion n’avait guère plus de 2 000 hommes à la fin du siècle,.
Ni l’emblème de la légion, ni l’insigne distinctif de son bouclier ne sont parvenus jusqu’à nous.